# 237-й гвардійський парашутно-десантний полк (СРСР)
237-й гвардійський парашутно-десантний Торунський Червонопрапорний полк (237 гв. ПДП, в/ч 12865) — тактичне формування Повітрянодесантних військ Червоної та Радянської армії.
1992 року перейшов під юрисдикцію Російської Федерації.

## Історія
Полк був сформований відповідно до наказу НКО СРСР у період з 19 серпня по 1 вересня 1939 року в м. Новоросійську. Формування проводилося на базі 2 батальйону 221-го стрілецького Чернігівського полку 74-ї стрілецької Таманської дивізії.
1 вересня 1939 року полк отримав найменування — 633-й стрілецький полк і увійшов до складу 157-ї стрілецької дивізії. У Новоросійську полк базувався до 13 вересня 1941 року.
З середини вересня 1941 року полк брав участь у битвах під Одесою, звідки й був евакуйований 1 жовтня 1941 року.
У листопаді 1941 року полк був перекинутий у Туапсе і отримав наказ забезпечити оборону чорноморського узбережжя СРСР від Новоросійська до Адлера.
У грудні 1941 — січні 1942 років полк брав участь у десантній операції зі звільнення Феодосії, куди був доставлений морем на крейсері «Червоний Кавказ».
Наказом НКО № 104 від 1 березня 1943 полк був перетворений на 237-й гвардійський стрілецький полк, а вся 157-ма стрілецька дивізія отримала найменування 76-ї гвардійської стрілецької дивізії.
Наказом Міністра Збройних Сил у 1949 році 1 березня встановлено річне свято 237-го гвардійського стрілецького Торунського Червонопрапорного полку.
У 1988 році полк був перетворений на 237-й гвардійський парашутно-десантний Торунський Червонопрапорний полк.
Особовий склад полку брав участь у бойових діях у Республіці Афганістан, перебував у «гарячих точках»: Придністров'ї, Вільнюсі, Киргизії, Південній Осетії.
1992 року перейшов під юрисдикцію Російської Федерації.

## Нагороди та почесні звання
Наказом Верховного Головнокомандувача СРСР № 59 від 5 квітня 1945 року за бої зі звільнення міста Торунь (Польща) полку було присвоєно почесне найменування «Торунський».
За зразкове виконання завдань командування при оволодінні містом Бютов указом Президії Верховної Ради СРСР від 26 квітня 1945 полк був нагороджений орденом Червоного Прапора.

## Герої полку

### Герої Радянського Союзу
- Абрамов Опанас Нестерович
- Афанасьєв Семен Юхимович
- Андрєєв Олексій Дмитрович
- Зозуля Максим Митрофанович
- Куманьов Павло Маркелович
- Махов Микола Федорович
- Молодов Герман Олексійович
- Озерін Олексій Миколайович
- Черешнєв Гаврило Єгорович

Наказом Міністра оборони СРСР від 8 травня 1965 року навіки був зарахований до особового складу полку гвардії майор Герман Олексійович Молодов, батальйон якого 27 січня 1945 року форсував Віслу і кілька днів утримував плацдарм на її західному березі, знищивши в боях понад 300 солдатів і офіцерів противника.

## Командири полку
- майор Г. Гамілагдашвілі (? — 1941)
- Андрєєв Георгій Іванович (листопад? 1941 — ?)
- підполковник Мохов Іван Петрович (01.03.1943 — 22.12.1943)
- підполковник Кусенко Юрій Мінович (з 27.12.1943 — ?)
- Шмельов Валентин Олександрович (1969—1972)
- Гайдукевич Валерій Володимирович (1988—1992)